# Argo (Alabama)
Argo – miasto w Stanach Zjednoczonych, w stanie Alabama, w hrabstwie Jefferson. W roku 2023 miasto zamieszkiwało 4386 osób, a gęstość zaludnienia wynosiła 137,9 osoby/km².